# Gibb River Airport
Gibb River Airport är en flygplats i Australien. Den ligger i kommunen Wyndham-East Kimberley och delstaten Western Australia, omkring 2 000 kilometer nordost om delstatshuvudstaden Perth. Gibb River Airport ligger 505 meter över havet.
Trakten runt Gibb River Airport är nära nog obefolkad, med mindre än två invånare per kvadratkilometer.. 
Omgivningarna runt Gibb River Airport är i huvudsak ett öppet busklandskap. Genomsnittlig årsnederbörd är 1 123 millimeter. Den regnigaste månaden är februari, med i genomsnitt 257 mm nederbörd, och den torraste är augusti, med 1 mm nederbörd.